# Communauté de communes de Montrevel-en-Bresse
La communauté de communes de Montrevel-en-Bresse est une ancienne communauté de communes située dans l'Ain et regroupant 14 communes. Ces dernières appartiennent depuis le 1er janvier 2017 à la communauté d'agglomération du Bassin de Bourg-en-Bresse.

## Historique
- 1965 : Création du district à l'initiative du Docteur Louis Jannel avec 11 des 14 communes membres.
- 6 octobre 1967 : Mission d'équipement étendue à la réalisation des projets d'adduction d'eau et d'assainissement des communes adhérentes.
- 1971 : Attignat, Béréziat et Cras-sur-Reyssouze rejoignent le district[2].
- 8 septembre 1978 : Rajout de ramassage des ordures ménagères, regroupement pédagogique, maintien à domicile des personnes âgées, animation.
- 28 décembre 1983 : Modification du fonctionnement du district.
- 28 décembre 1983 : Précision sur les missions et définition des objectifs dans les domaines de l'aménagement du territoire, de l'économie, du social.
- 28 mars 1984 : Retrait de la commune d'Attignat.
- 8 août 1994 : Rajout de la mission programme local de l'habitat (élaboration, négociation et signature de la convention avec l'État, suivi annuel de la procédure.
- 8 août 1994 : Élargissement des missions susceptibles de favoriser le développement économique et social notamment domaine aménagement du territoire et social.
- 30 décembre 1999 : Modification des statuts en ce qui concerne les recettes et le bureau.
- 1er janvier 2002 : Transformation du district en communautés de communes.
- 24 mars 2003 : Création et gestion d'équipement de petite enfance : relais assistances maternelles, haltes garderies, mini-crèches, crèches familiales ou collectives.
- 1er juin 2004 : Modification des compétences (assainissement, voirie).
- 9 décembre 2004 : Extension des compétences et modification des critères de répartition de la dotation de solidarité.
- 15 février 2006 : Modification et extension des compétences et autres modifications statutaires.
- 2010 : La communauté de communes, déjà dotée d'un agenda 21, crée un projet de territoire sur un modèle participatif.
- 1er janvier 2017 : Fusion avec la Communauté d'agglomération de Bourg-en-Bresse et cinq communautés de communes pour donner naissance à la communauté d'agglomération du Bassin de Bourg-en-Bresse[3]

## Composition
Elle était composée des communes suivantes :
| Nom                         | Code Insee | Gentilé          | Superficie (km2) | Population (dernière pop. légale) | Densité (hab./km2) |
| --------------------------- | ---------- | ---------------- | ---------------- | --------------------------------- | ------------------ |
| Montrevel-en-Bresse (siège) | 01266      | Montrevélois     | 10,27            | 2 452 (2014)                      | 239                |
| Attignat                    | 01024      | Attignatis       | 18,69            | 3 386 (2014)                      | 181                |
| Béréziat                    | 01040      |                  | 10,83            | 477 (2014)                        | 44                 |
| Confrançon                  | 01115      | Confrançonnais   | 18,17            | 1 326 (2014)                      | 73                 |
| Cras-sur-Reyssouze          | 01130      | Crassois         | 13,83            | 1 414 (2014)                      | 102                |
| Curtafond                   | 01140      |                  | 12,41            | 771 (2014)                        | 62                 |
| Étrez                       | 01154      | Étréziens        | 12,15            | 820 (2014)                        | 67                 |
| Foissiat                    | 01163      | Foissiatis       | 40,36            | 2 029 (2014)                      | 50                 |
| Jayat                       | 01196      | Jayatis          | 16,30            | 1 124 (2014)                      | 69                 |
| Malafretaz                  | 01229      | Malafertois      | 9,19             | 1 149 (2014)                      | 125                |
| Marsonnas                   | 01236      |                  | 18,38            | 987 (2014)                        | 54                 |
| Saint-Didier-d'Aussiat      | 01346      | Désidériens      | 15,22            | 890 (2014)                        | 58                 |
| Saint-Martin-le-Châtel      | 01375      | Castelmartinois  | 12,77            | 804 (2014)                        | 63                 |
| Saint-Sulpice               | 01387      | Saint-Sulpiciens | 5,26             | 214 (2014)                        | 41                 |

## Administration
| Période                                  | Période   | Identité          | Étiquette | Qualité                                                         |
| ---------------------------------------- | --------- | ----------------- | --------- | --------------------------------------------------------------- |
| Les données manquantes sont à compléter. |           |                   |           |                                                                 |
| ???                                      | mars 2008 | Bernard Fonteneau | DVG       | Maire d'Attignat, conseiller général                            |
| mars 2008                                | 2017      | Jean-Pierre Roche | DVG       | Vice-président du conseil général, maire de Montrevel-en-Bresse |

La spécificité de cette intercommunalité est le degré de son intégration fiscale, souhaitée dès l'origine pour limiter l'hétérogénéité des finances des communes. En 2008, les deux-tiers de la fiscalité locale (part communale) sont destinés à la communauté de communes.

## Compétences
- Assainissement non collectif
- Collecte des déchets des ménages et déchets assimilés
- Traitement des déchets des ménages et déchets assimilés
- Action sociale
- Création, aménagement, entretien et gestion de zone d'activités industrielle, commerciale, tertiaire, artisanale ou touristique
- Action de développement économique (Soutien des activités industrielles, commerciales ou de l'emploi, Soutien des activités agricoles et forestières...)
- Tourisme
- Construction ou aménagement, entretien, gestion d'équipements ou d'établissements culturels, socioculturels, socio-éducatifs, sportifs
- Schéma de cohérence territoriale (SCOT)
- Schéma de secteur
- Création et réalisation de zone d'aménagement concertée (ZAC)
- Constitution de réserves foncières
- Création, aménagement, entretien de la voirie
- Programme local de l'habitat
- Opération programmée d'amélioration de l'habitat (OPAH)
- Autres

## Jumelage
La communauté de communes de Montrevel-en-Bresse est jumelée avec :
- Constantin Daicoviciu, Caraș-Severin (ro) (Roumanie) depuis 1991

| Căvăran Montrevel-en-Bresse |

## Pour approfondir